# Peńkiwka (rejon szarogrodzki)
Peńkiwka (ukr. Пеньківка) – wieś na Ukrainie, w obwodzie winnickim, w rejonie żmeryńskim.
Znajduje tu się stacja kolejowa Jaroszenka, położona na linii Żmerynka – Odessa.

## Historia
Pod rozbiorami siedziba gminy Pieńkówka w powiecie jampolskim guberni podolskiej.
Do 2020 w rejonie szarogrodzkim.
Miejsce urodzenia księdza Józefa Świdnickiego.